# Sulawesidue
Sulawesidue (latin: Cryptophaps poecilorrhoa) er en dueart, der lever på Sulawesi.